# Пјотр Михајлович Капцевич
Пјотр Михајлович Капцевич (рус. Пётр Миха́йлович Капце́вич) био је генерал који је предводио руски пешадијски корпус током кампање у Француској 1814. Године 1812. предводио је 7. дивизију код Смоленска, Бородина, Малојарославца и Красноја. Унапређен у команду 10. пешадијског корпуса, борио се код Кацбаха и Лајпцига 1813. и Вошама, Ге-а-Трезма, Лаона и Париза 1814. Био је гувернер Западног Сибира 1822–1827, а следеће године је предводио корпус. сибирске милиције. Сахрањен је у цркви у Николском, Сакмарски округ, Оренбуршка област.

## Биографија
Пјотр је потицао из малоруског племства, син окружног судског асесора, колегијалног асесора Михаила Семеновича, земљопоседника Перејаславског округа. Образовање је стекао у Артиљеријском и инжињеријском племенском кадетском корпусу.

Био је дежурни генерал при министру војном грофу Аракчејеву. 1812. командовао је 7. пешадијском дивизијом и истакао се у биткама код Смоленска и Бородина. 1813. командовао је 10. пешадијским корпусом. Током битке код Лајпцига, Капцевич је, упркос тешком потресу мозга, био један од првих који је провалио у град. Орденом Светог Георгија 2. степена одликован је 6. октобра 1813. године.
„За отличие в сражении при Лейпциге”.
Године 1819. постављен је за команданта Посебног сибирског корпуса и вршиоца дужности атамана Сибирске козачке војске, а 1822. године постављен је за генерал-губернатора Западног Сибира, где је побољшао живот прогнаника и одредио ред службе Сибирске козачка војска.
Од 29. септембра 1828. командовао је Издвојеним корпусом унутрашње страже. Током својих 12 година вођења корпуса, Капцевич је успео да значајно подигне ниво квалитета особља унутрашње гарде, углавном захваљујући младим регрутима који су били уписани у гарнизонске батаљоне.
Према барону М. Корфу, „Каптсевич је био ограничен, крајње досадан, наметљив, неподношљив и педантан брбљивац. Међу његовим бројним необичностима, одликовао се чињеницом да је смртно волео да говори француски. У одличном здрављу, боловао је целу прошлу зиму и у пролеће 1840. године отишао му је у иностранство од 50 хиљада рубаља, што је имао бесрамност не само да прихвати, већ и да тражи“.
Преминуо је 3 (15.) јула 1840. године и сахрањен је у селу Николскоје, Сакмарски округ, Оренбуршка област, поред цркве.

## Белешке
1. ↑  енгл.